# Duletič
Pogostost priimka Duletič je bila po podatkih Statističnega urada Republike Slovenije na dan 1. januarja 2010 manjša kot 5 oseb. 

## Znani nosilci priimka
- Vojko Duletič (1924 - 2013), filmski montažer, scenarist in režiser